# Luis Fernando Dadíe
Luis Fernando Dadíe Fernández (Pasajes, Guipúzcoa, España, 17 de mayo de 1966) es un exfutbolista español que se desempeñaba como defensa. En la temporada 1986-87 jugó 4 partidos con la selección española Sub-21 en los que marcó un gol.

## Clubes
| Club                    | País                | Año                 | Partidos | Goles |
| ----------------------- | ------------------- | ------------------- | -------- | ----- |
| San Sebastián           | España              | 1986-1987           | 1        | 0     |
| Real Sociedad de Fútbol | España              | 1985-1991           | 61       | 0     |
| R. C. Celta de Vigo     | España              | 1991-1994           | 85       | 2     |
| C. A. Osasuna           | España              | 1994-1996           | 25       | 0     |
| C. D. Toledo            | España              | 1996-1997           | 0        | 0     |
| Total en su carrera     | Total en su carrera | Total en su carrera | 172      | 2     |

Incluye partidos de 1ª, 2ª, 2ªB, Copa del Rey, Copa de la UEFA y Recopa.

## Palmarés
| Título           | Club          | País   | Año       |
| ---------------- | ------------- | ------ | --------- |
| Copa del Rey     | Real Sociedad | España | 1986-1987 |
| Segunda División | Celta de Vigo | España | 1991-1992 |

- Subcampeón de Liga con la Real Sociedad en la temporada 1987/88.
- Subcampeón de la Copa del Rey con la Real Sociedad en la temporada 1987/88.
- Subcampeón de la Copa del Rey con el Real Celta en la temporada 1993/94.